# Margit Slachta
Margit Slachta (Košice, 18 settembre 1884 – Buffalo, 6 gennaio 1974) è stata un'attivista e politica ungherese, membro del parlamento del Regno d'Ungheria. 
Nel 1920 fu la prima donna ad essere eletta alla Dieta ungherese e nel 1923 fondò le Suore del servizio sociale, un istituto religioso femminile cattolico romano.

## Biografia
Nata nel 1884 a Košice, nell'Ungheria austriaca, Margit ed i suoi genitori partirono per vivere negli Stati Uniti per un breve periodo. Al loro ritorno in Ungheria, Margit si formò in una scuola cattolica a Budapest come insegnante di lingua francese e tedesca.

### Carriera
Sostenitrice dei diritti umani, fondò l'Unione delle donne cattoliche, un'organizzazione per promuovere l'emancipazione femminile in Ungheria, e nel 1920 è diventata la prima donna ad essere eletta alla dieta ungherese. Nel 1908 Slachta si unì a una comunità religiosa, la Società della Missione Sociale. Nel 1923 fonda le Suore del Servizio Sociale: le suore erano famose in tutta l'Ungheria per i servizi infermieristici, ostetrici e di orfanotrofio. La comunità ha aperto delle scuole professionali per il lavoro sociale a Budapest e Cluj, alcuni studenti si sono uniti alla comunità religiosa, altri a un'associazione laicale affiliata.
Le prime leggi antiebraiche furono approvate in Ungheria nel 1938 e da quel momento Slachta pubblicò diversi articoli che si opponevano alle misure antiebraiche nel suo giornale, Voice of the Spirit. Nel 1943 il governo soppresse il suo giornale, ma Slachta continuò a pubblicarlo clandestinamente. L'Ungheria si unì alle potenze dell'Asse nel 1940, e nell'autunno del 1940 furono deportate le prime famiglie ebree. Slachta si fece sentire immediatamente, scrisse al parroco di Kőrösmező chiedendogli di informarsi sul loro benessere. Il processo di deportazione si interruppe la sera del 9 dicembre, quando un telegramma del ministero della Difesa ordinò il rilascio dei detenuti. Era lo stesso giorno della data sulla sua lettera al parroco. Il rapporto rivela che il capitano in carica aveva ricevuto alle 19:00 un telegramma che gli ordinava di rilasciare immediatamente gli ebrei sotto la sua custodia e di rimandarli a Csíkszereda. Unì lo zelo per la giustizia sociale alle convinzioni religiose negli sforzi di salvataggio e soccorso. Negli anni immediatamente successivi alla seconda guerra mondiale, accrebbe la consapevolezza del notevole contributo delle chiese protestanti negli sforzi di salvataggio.
Slachta difese i perseguitati, protestò contro il lavoro forzato e le leggi antisemite e si recò a Roma nel 1943 per incoraggiare l'azione papale contro le persecuzioni ebraiche.
Slachta disse alle sue sorelle che i precetti della loro fede richiedevano che proteggessero gli ebrei, anche se ciò portava alla loro stessa morte. Quando nel 1941, in 20.000 furono deportati, Slachta protestò con la moglie dell'ammiraglio Horthy. I nazisti occuparono l'Ungheria nel 1944 e iniziarono le deportazioni su larga scala di ebrei. Le sorelle di Slachta organizzarono i battesimi nella speranza che risparmiassero le persone dalla deportazione, inviarono cibo e provviste ai ghetti ebraici e offrirono rifugio alle persone nei loro conventi. Una delle sorelle di Slachta, Sára Salkaházi, è stata giustiziata dalla Croce frecciata, e la stessa Slachta è stata picchiata e ha evitato l'esecuzione solo per un pelo. Le sorelle salvarono probabilmente più di 2.000 ebrei ungheresi.

### Dopoguerra
Tornò in Parlamento dopo le elezioni del 1945, in cui fu eletta nelle liste del Partito Civico Democratico; si dimise dal partito nel gennaio 1946 per ricoprire il seggio come indipendente. Il 31 gennaio 1946 fu l'unico membro del Parlamento a votare contro la dichiarazione della repubblica e nel suo discorso difese non solo l'idea della monarchia, ma anche gli Asburgo. Successivamente la Keresztény Női Tábor (Lega delle Donne Cristiane) concorse come partito autonomo nelle elezioni del 1947, guadagnando quattro seggi. Prima delle elezioni del 1949, diversi partiti furono costretti ad aderire al Fronte Popolare Indipendente Ungherese guidato dai comunisti, con il Fronte che gestiva un unico elenco scelto all'interno del Partito Ungherese dei Lavoratori. Slachta ha chiesto di candidarsi alle elezioni, ma è stata respinta.

## Riconoscimenti
- Nel 1985,[12] Yad Vashem riconobbe Margit Slachta come Giusto tra le nazioni.[13]